# Саобраћај у Словенији
Република Словенија је земља која се протеже кроз више регија Европе (Алпи, Балкан, Средоземље, Панонска низија), што земљи даје велики саобраћајно-прометни значај. Главно саобраћајно чвориште у држави је престоница, Љубљана.
Словенија има развијен друмски, железнички, ваздушни и водни саобраћај.

## Железнички саобраћај
Укупна дужина железничке мреже у Словенији је 1.229 km (2004. године), од тога 504 km електрификовано (2002. године). Ово се односи на пруге стандардне ширине колосека. Поред тога, постоје и пруге уског колосека, које се данас мање користе. Такође, постоји мали постотак пруга са два колосека.
Државно железничко предузеће су Словеначке железнице.
Железничка мрежа је савремена и интензивно се обнавља. Најважнији железнички правци су они правца исток-запад и север-југ и који чине најлакшу везу Мађарске и Италије, односно Аустрије и Хрватске. Ова два правца се укрштају у Љубљани.
Главне унутардржавне железничке пруге крећу од престонице и то су:
- Љубљана - Постојна - граница са Италијом, са оделом до Копера и приморја
- Љубљана - Зидани Мост - Кршко - граница са Хрватском
- Љубљана - Зидани Мост - Цеље - Марибор - граница са Аустријом
- Љубљана - Крањ - Јесенице - граница са Аустријом

Железничка веза са суседним земљама:
- Мађарска - да
- Хрватска - да
- Италија - да
- Аустрија - да

## Друмски саобраћај
Ауто-путеви у Словенији спадају међу најбоље у целој Европи првенствено захваљујући скоријој изградњи по савременим начелима. И поред тога неке деонице нису завршене због неприступачног планиснког земљишта. Због истос су на словеначким ауто-путевима веома чести тунели, мостови, вијадукти. Главни ауто-путеви везују престоницу Љубљану са другим већим градовима у земљи и са важним градовима суседних земаља. Садашњи и будући ауто-путеви, као главне друмске саобраћајнице, означени словом „А“ (А=ауто-пут) и редним бројем:
У Словенији су најважнији следећи ауто-путеви, делови већих Европских коридора (ознака са почетним словом Е):
- Ауто-пут А1 - Е57, Е70 - граница са Аустријом (код Граца) - Марибор - Цеље - Љубљана - Постојна - Копер, са два крака, први ка Новој Горици, други ка Италији и Трсту, ауто-пут започет 1972, изграђен 2005.
- Ауто-пут А2 - Е61, Е70 - граница са Аустријом (код Клагенфурта) - Јесенице - Крањ - Љубљана - Ново Место - граница са Хрватском код Загреба, ауто-пут већим делом изграђен, недостају мање деонице између Љубљане и Новог места

У изградњи је и ауто-путна веза ауто-пута А1 и границе са Мађарском поред Мурске Соботе.

## Водени саобраћај
Словенија је планинска земља са прилично малим рекама, а морска обала је кратка. Стога су услови за развој водног саобраћаја ограничени, али су искоришћени у највећој мери. На кратком приморју развијена је савремена теретна лука Копер, а и остала приморска места имају омање луке, намењене највише у туристичке сврхе. Пловних река у држави нема, а по језерима је развијен једино туристички превоз мањег обима.

## Гасоводи и нафтоводи
Гасовод: Дужина токова је 2.526 км (2003. године).
Нафтовод: Дужина токова је 11 км (2003. године).

## Ваздушни транспорт
Државна ваздухопловна компанија је Адрија ервејз.
У Словенији постоји 15 званично уписаних аеродрома (2004), од којих 3 аеродрома су међународни и имају и IATA код (IATA Airport Code)
- Аеродром Љубљана, пун назив Међународни Аеродром „Јоже Пучник“ Љубљана, некада познат као „Брник“
- Аеродром Марибор, почиње са радом 2008. године
- Аеродром Порторож

Аеродром Љубљана је главно ваздухопловно чвориште. Аеродром Порторож је више везан за сезонске авио-линије током летње туристичке сезоне на овом делу Јадранског мора.